# Říčka (vodní tok)

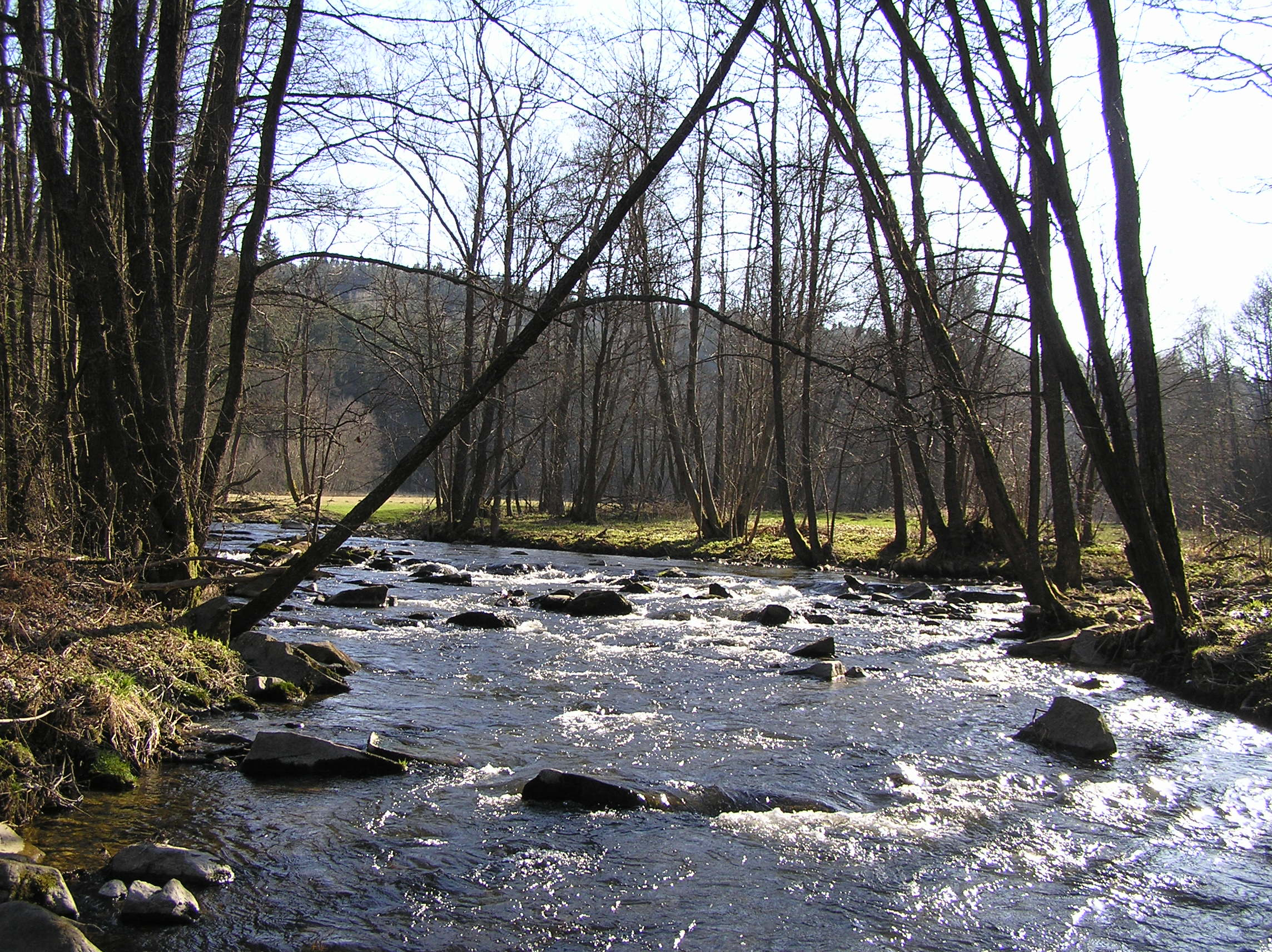
Jihočeská říčka Spůlka

Říčka je přirozený vodní tok, velikostně přechod mezi řekou a potokem. Mívá obvykle menší délku, rozlohu povodí a průtok než řeka a větší tyto parametry než potok. Plocha povodí obvykle dosahuje 100 až 150 km². Typickým příkladem říčky v Čechách je například Sázavka nebo Vrchlice. Na Moravě Cezava nebo Ponávka, ve Slezsku Porubka, v Lužici Klášterní voda.